# Faried Pierkhan
Mohamed Afzal Faried Pierkhan (8 augustus 1960) is een Surinaams zakenman en voormalig minister. Sinds 2007 is hij ook honorair consul voor Marokko in Suriname.

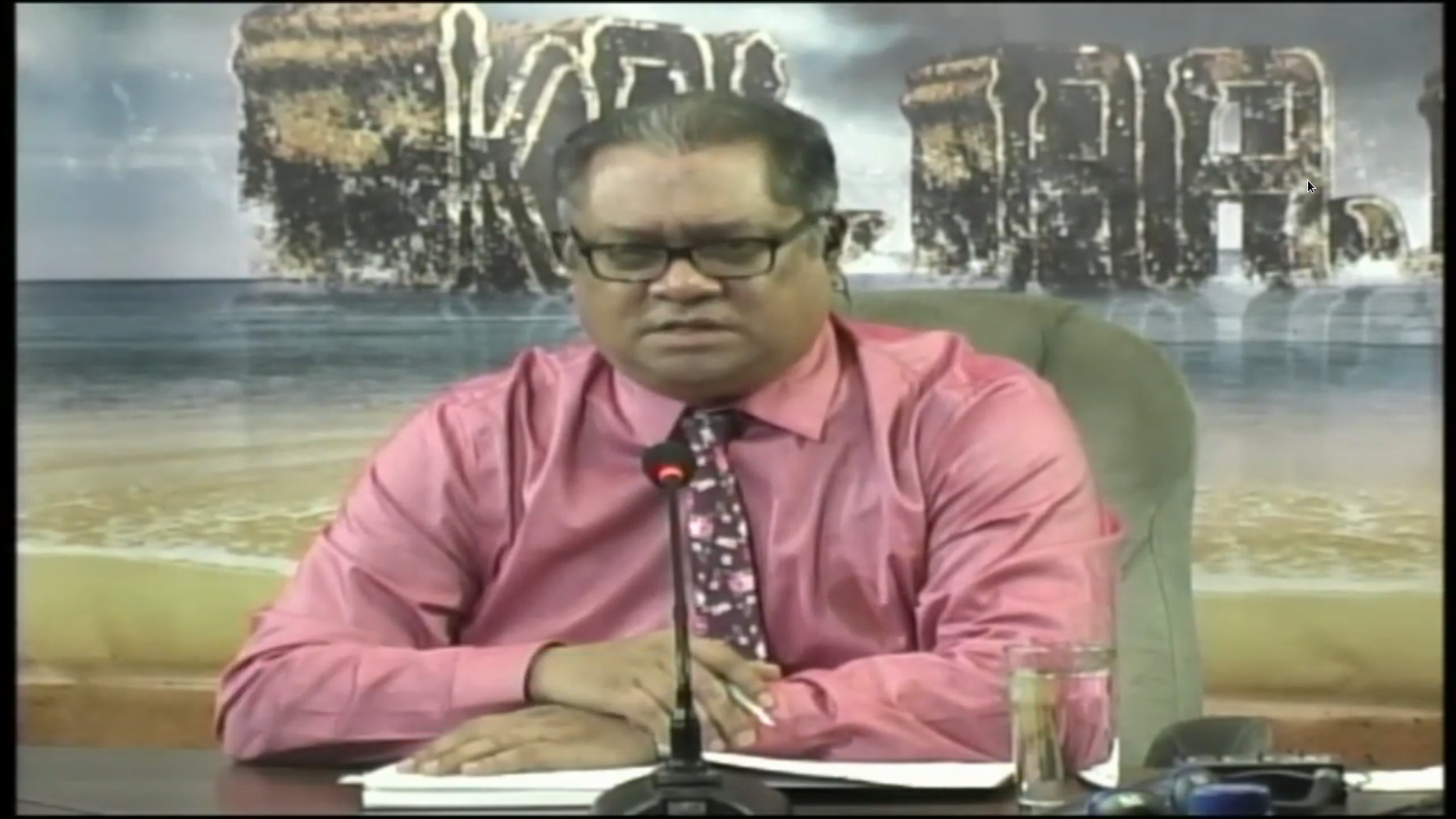
Pierkhan in 2020

Hij is de zoon van Mohamed Rashid Pierkhan (1938-2005) die voorzitter was van de Surinaamse Islamitische Vereniging (SIV) en algemeen directeur van Rapar Broadcasting Network (RBN).
Pierkhan studeerde twee jaar handel en daarna twee jaar rechten voor hij in de Verenigde Staten in de mediawereld ging werken. Zo was hij van 1984 tot 1988 werkzaam bij de Voice of America in de afdeling Public Relations and Management. Daarna ging hij werken bij de National Academy Foundation of Science and Television in Venezuela.
Met het aantreden van de regering Wijdenbosch II in 1996 werd Pierkhan namens de Basispartij voor Vernieuwing en Democratie (BVD) minister van Buitenlandse Zaken (30 oktober 1996 tot 9 september 1997). Tijdens dit ministerschap zou Ivan Graanoogst op de achtergrond een grote invloed op zijn beleid hebben gehad. Op 9 september 1997 wisselde Pierkhan met Errol Snijders (NDP) van functie en werd hij minister van Arbeid.
Pierkhan was daarnaast tijdelijk de minister van Onderwijs en Volksontwikkeling toen Kries Mahadewsing zijn functie opgaf omdat hij in februari 1998 het parlementslid Lachmiperkas Tewarie had bedreigd met een pistool. Op 29 september 1998 werd Karan Ramsundersingh de nieuwe minister van Onderwijs en Volksontwikkeling (tot 9 december 1999).
Op 1 juni 1999 diende Pierkhan zijn ontslag als minister van Arbeid in omdat de regering niet langer kon rekenen op steun van de meerderheid in het parlement.
Tijdens de presidentiële verkiezingen in 2000 had Faried Pierkhan zich beschikbaar gesteld op de lijst onder de partij Naya Kadam waar hij mede-oprichter van was. 
Tegenwoordig geeft Pierkhan leiding aan RBN en het dochterbedrijf FaFam Publishing dat onder andere sinds 2002 het Dagblad Suriname uitgeeft. In oktober 2004 verscheen een artikel in de Volkskrant waaruit bleek dat hij vlak voor het aftreden van Wijdenbosch in 2000 werd benoemd tot ambtenaar van het ministerie van Binnenlandse Zaken. Hij krijgt hiervoor een netto salaris van ongeveer 1600 euro per maand, waarvoor hij niets hoeft te doen. Gevraagd om een reactie zei Pierkhan "Ik word niet gevraagd om te werken" en "Als ik geen werkopdracht krijg, wat moet ik dan doen?" Verder zei hij dat hij het salaris doneerde aan religieuze organisaties omdat hij het geld niet nodig heeft.
In oktober 2005 maakte FaFam bekend dat het in Nederland komt met het Bollywood-blad Bollywood Masala bedoeld voor "iedereen van hindoestaanse afkomst".